# Ferrari 166 MM

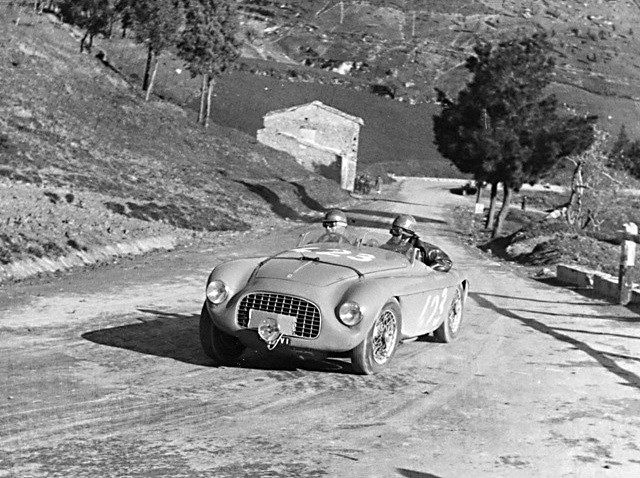
Paolo Marzotto im Ferrari 166 MM beim Giro di Sicilia 1952

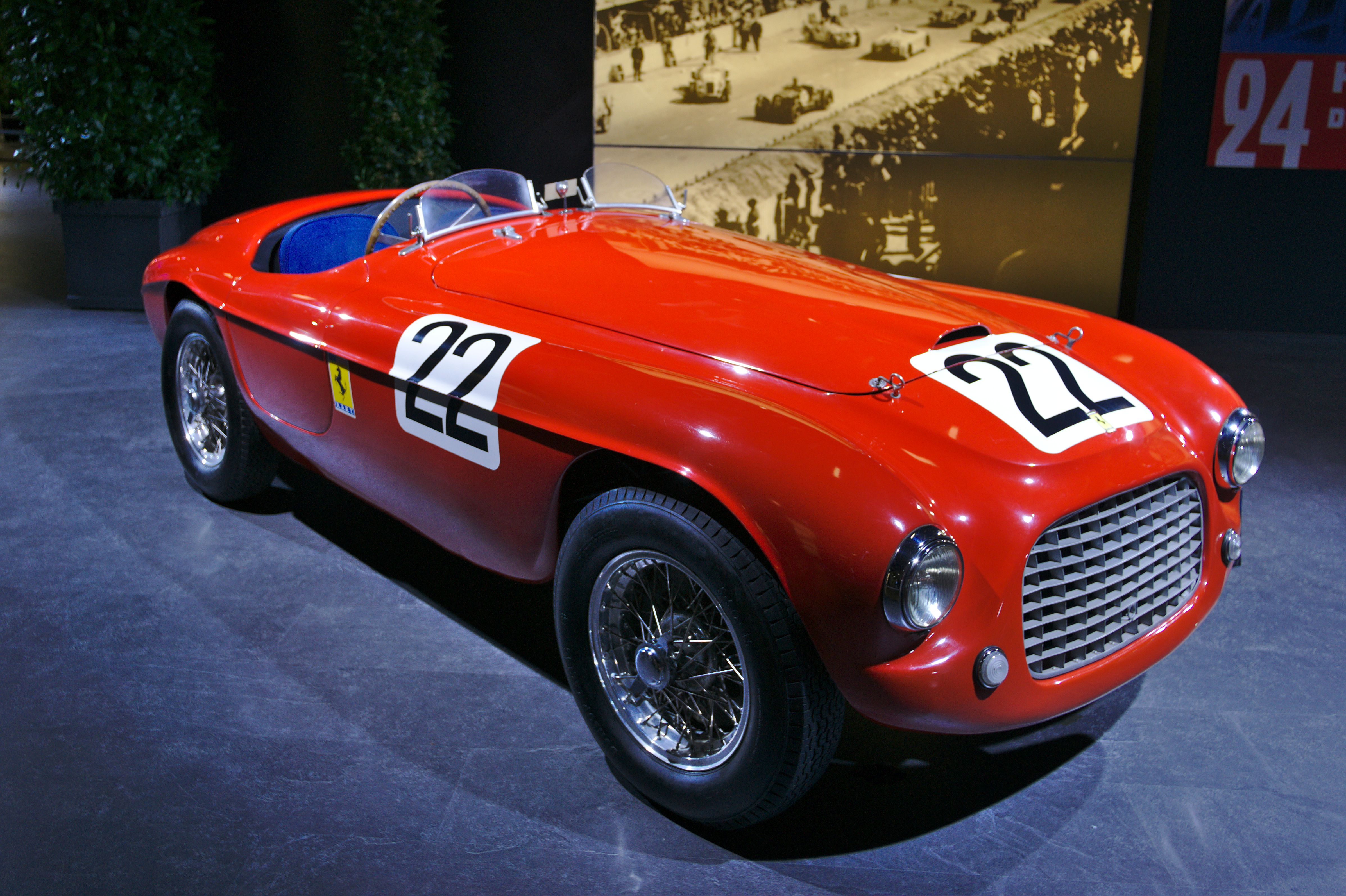
Der 166 MM mit der Startnummer 22 im Rennwagenmuseum an der Rennstrecke von Le Mans. Mit diesem Wagen gewannen Luigi Chinetti und Lord Selsdon das 24-Stunden-Rennen von Le Mans 1949

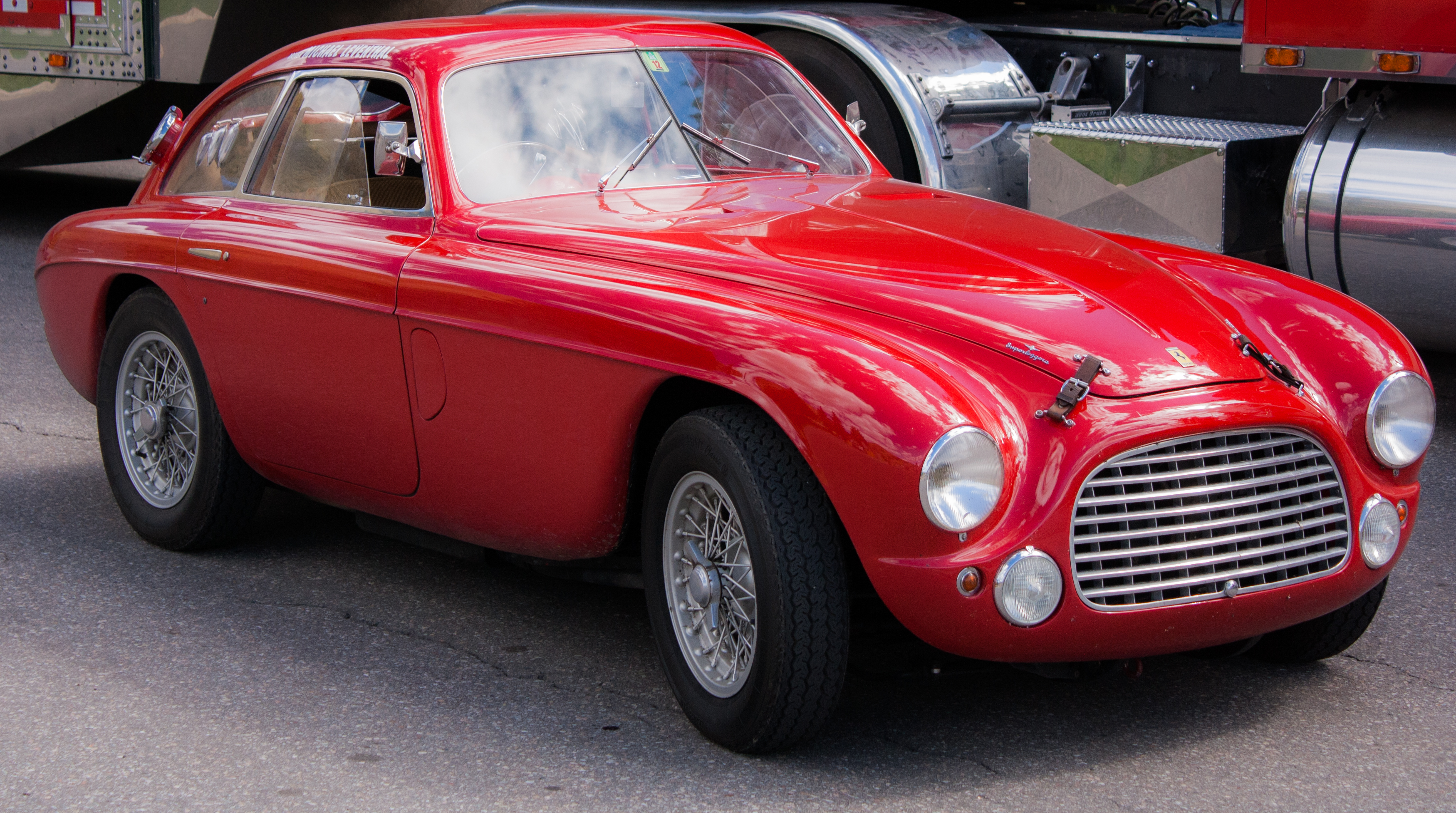
Ferrari 166 MM Berlinetta Touring

Der Ferrari 166 MM war ein Rennsportwagen, den Ferrari von 1948 bis 1953 produzierte.

## Hintergrund und Technik
Wie der Ferrari 166 Sport war der 166 MM – die beiden Buchstaben standen für Mille Miglia – eine weitere Ausführung des Ferrari 166. Der 166 MM wurde 1948 gemeinsam mit dem 166 Sport auf dem Turiner Autosalon der Öffentlichkeit präsentiert. Die ersten Fahrzeuge wurden von Touring karossiert, später kamen Modelle von Vignale, Pininfarina und anderen hinzu. Ein Einzelstück, das 1953 und 1954 bei der Mille Miglia antrat und 1955 Requisite in einem Kirk-Douglas-Spielfilm war, baute die kleine Carrozzeria Autodromo Modena auf. Insgesamt entstanden bis 1953 46 Wagen, die in erster Linie für den Motorsport konzipiert wurden.
Die erste Serie, die von 1948 bis 1951 gebaut wurde, hatte einen Rohrrahmen aus ovalen Stahlrohren mit kreuzförmigen Verstrebungen. Die Vorderräder waren einzeln an je zwei ungleich langen Dreieckslenkern mit einer Querblattfeder und Houdaille-Hebelarm-Stoßdämpfern aufgehängt. Hinten hatte die Bauserie eine Starrachse an Längsblattfedern. Der 2-Liter-V12-Colombo-Motor leistete 125 PS (92 kW) bei 7000 Umdrehungen pro Minute. Bei den 1953 gebauten Modellen der Serie II setzte Ferrari einen mit 160 PS (118 kW) stärkeren, aber auch schwereren Motor ein. Der Radstand von 2250 mm blieb unverändert, ebenso die Aufhängungen.

## Renngeschichte
Der 166 MM war der erste international erfolgreiche Sportwagen der Scuderia. Für viele Ferraristi markiert er den Beginn der Erfolgsgeschichte des italienischen Rennstalls. 269 Renneinsätze hatte der 166 MM zwischen 1949 und 1959; dabei gab es 31 Gesamt- und 43 Klassensiege.
Das erste Rennen mit einem 166 MM fuhr Franco Cortese 1949 bei der Targa Florio, kam aber nicht ins Ziel. Den letzten Renneinsatz hatte der 166 MM 1959 beim Großen Preis von Leopoldville, am Steuer der angolanische Rennfahrer Sebastião Gouveia.
Dazwischen lagen die Siege von Clemente Biondetti bei der Mille Miglia 1949, der Erfolg von Luigi Chinetti und Patrick Mitchell-Thomson, 2. Baron Selsdon beim 24-Stunden-Rennen von Le Mans 1949 und der Gesamtsieg von Chinetti und Jean Lucas beim 24-Stunden-Rennen von Spa-Francorchamps desselben Jahres.
Zu erwähnen sind auch die Siege von Alberto Ascari beim Großen Preis von Luxemburg 1950 und 1951 sowie der Triumph von Gianni Marzotto bei der Coppa d’Oro delle Dolomiti 1950. Den letzten Sieg mit einem 166 MM feierte 1957 Jean Blaton beim Großen Preis von Roskilde in Dänemark.

## Technische Daten
| Kenngrößen             | Ferrari 166 MM                                                                                             |
| ---------------------- | --- |
| Motor:                 | 12-Zylinder-V-Motor, 60°                                                                                   |
| Bohrung × Hub:         | 60 × 58,8 mm                                                                                               |
| Hubraum:               | 1995 cm³                                                                                                   |
| Kurbelwelle:           | siebenfach gelagert                                                                                        |
| Motorsteuerung:        | eine obenliegende Nockenwelle je Zylinderreihe, Antrieb über Rollenkette vom vorderen Kurbelwellenende aus |
| Vergaser:              | 3 Weber 32 IF4/C                                                                                           |
| Leistung:              | 118 kW (160 PS) bei 7200/min                                                                               |
| Getriebe:              | Fünf Gänge, nicht synchronisiert                                                                           |
| Chassis:               | verschweißter Rohrrahmen                                                                                   |
| Aufhängung vorn:       | Einzelradaufhängung an Dreiecksquerlenkern mit Querblattfeder                                              |
| Aufhängung hinten:     | Starrachse an Halbelliptikfedern                                                                           |
| Bremsen:               | hydraulisch betätigte Trommelbremsen                                                                       |
| Radstand:              | 2250 mm |
| Außenmaße:             | 4100 × 1650 × 1130 mm                                                                                      |
| Trockengewicht:        | 800 kg |
| Höchstgeschwindigkeit: | ca. 200 km/h                                                                                               |